# Lista de representantes permanentes do Sudão do Sul nas Nações Unidas
Esta é uma lista de representantes permanentes do Sudão do Sul, ou outros chefes de missão, junto da Organização das Nações Unidas em Nova Iorque.
O Sudão do Sul foi admitido como membro das Nações Unidas a 14 de julho de 2011.
| Início | Término | Representante permanente (Chefe de missão) | Cargo                        | Credenciais |
| ------ | ------- | ------------------------------------------ | ---------------------------- | ----------- |
| 2012   | 2016    | Francis Deng                               | Representante permanente     | 2012-09-19  |
| 2016   | 2016    | Joseph Moum Majak Ngor Malok               | Encarregado de negócios a.i. | -           |
| 2016   | atual   | Akuei Bona Malwal                          | Representante permanente     | 2016-07-05  |